# Neve Campbell
Neve Adrianne Campbell, född 3 oktober 1973 i Guelph i Ontario, är en kanadensisk skådespelerska. Hon har bland annat medverkat i TV-serien Ensamma hemma 1994–2000 och i fem av Scream-filmerna.

## Uppväxt
Neve Campbell är född och uppvuxen i Kanada, av en skotsk far och nederländsk mor. Campbells föräldrar skilde sig när hon var två år gammal. Hon och brodern Christian bodde i stort sett bara med fadern (som fick vårdnaden om de två), men träffade ändå modern regelbundet, till dess Campbell var nio år gammal, då hon flyttade in på internatet vid National Ballet School of Canada. Campbell slutade med dansen och började, vid 15 års ålder, på Operan på Pantages Teater i Toronto.
Neve Campbell gjorde sin debut år 1992 i rollen som Daisy i den kanadensiska ungdoms TV-serien Catwalk. Hon blev även känd utanför Kanada efter att ha fått rollen som Julia Salinger i dramaserien Ensamma hemma, där hon spelade från 1994 till 2000. Hennes första stora filmroll kom 1996 då hon spelade Sidney Prescott i Scream, filmen som definierade slashergenrens återkomst. 
År 1997 deltog hon också i Scream 2 och år 2000 gjorde hon Scream 3. Hon fick under denna period flera erbjudanden om roller, men eftersom hon fortfarande höll på och spelade in Ensamma hemma år 1994 – 2000 i 9 månader om året, så krockade hennes inspelningsschema ofta. Campbell hade även en roll i filmen Three to Tango från 1999. Hon skulle senare dessutom återigen axla rollen som Sidney i Scream 4 år 2011, vilket hon även gjorde år 2022, i den femte filmen enbart kallad Scream. Hon kommer dessutom att axla denna roll en sjätte gång, när den sjunde filmen Scream 7 går upp på vita duken, i februari 2026.
År 2015 medverkade hon i Welcome to Sweden. Hon medverkar även i den fjärde säsongen av den amerikanska TV-serien House of Cards 2016.

## Privatliv
Den 3 april 1995 gifte sig Campbell med skådespelaren Jeff Colt. Paret skilde sig 8 maj 1998. Hon gifte sig med den engelska skådespelaren John Light 5 maj 2007 och de skilde sig 2010. Sedan 2011 lever hon ihop med skådespelaren JJ Feild, med vilken hon har sönerna Caspian och Raynor.

## Filmografi, i urval
- 1994–2000 – Ensamma hemma (TV-serie) (142 avsnitt)
- 1996 – Den onda cirkeln
- 1996 – Scream
- 1997 – Scream 2
- 1998 – Studio 54
- 1998 – Lejonkungen 2 – Simbas skatt (röst)
- 1998 – Wild Things
- 1999 – Three to Tango
- 2000 – Scream 3
- 2000 – Drowning Mona
- 2003 – Lost Junction
- 2003 – The Company
- 2003 – Blind Horizon
- 2004 – When Will I Be Loved
- 2004 – Churchill: The Hollywood Years
- 2005 – Reefer Madness
- 2006 – Relative Strangers
- 2006 – Partition
- 2007 – Closing the Ring
- 2007 – I Really Hate My Job
- 2007 – Medium (TV-serie) (tre avsnitt)
- 2008 – Agent Crush
- 2008 – Burn Up (TV-serie) (två avsnitt)
- 2011 – Scream 4
- 2015 – Welcome to Sweden (TV-serie) (fyra avsnitt)
- 2016–2017 – House of Cards (TV-serie) (14 avsnitt)
- 2020 – Clouds
- 2022 – Scream 5
- 2026 – Scream 7